# Stazione di Massarosa-Bozzano
La stazione di Massarosa-Bozzano è una fermata ferroviaria situata lungo la ferrovia Lucca-Viareggio, in Toscana. È ubicata nel territorio del comune di Massarosa, nella provincia di Lucca, in una posizione intermedia tra il centro cittadino e la frazione di Bozzano, in prossimità della sponda orientale del Lago di Massaciuccoli.

## Storia
La stazione di Massarosa-Bozzano fu inaugurata nel 1890, in concomitanza con l’apertura della linea ferroviaria Viareggio–Lucca, per servire il centro comunale di Massarosa e la frazione di Bozzano, situata vicino al Lago di Massaciuccoli.
Nel 2012, a causa del ridotto traffico passeggeri, la Regione Toscana deliberò la soppressione della fermata a partire dal 9 dicembre, generando proteste da parte della popolazione e dell’amministrazione comunale.
A seguito delle mobilitazioni e del dialogo con le autorità locali, la Regione Toscana sospese la chiusura, permettendo il mantenimento del servizio ferroviario presso la fermata.

## Strutture e impianti
La stazione dispone di due binari: un binario di corsa, utilizzato per la marcia dei treni in linea, e un binario di incrocio, che consente il superamento o l'incrocio tra treni in direzioni opposte. Entrambi i binari sono dotati di banchine collegate tra loro da un attraversamento a raso.

## Servizi
La stazione è classificata dal gestore nella categoria Bronze. La stazione non dispone di fabbricato viaggiatori attivo né di biglietterie automatiche.

## Movimento
La stazione di Massarosa-Bozzano registra un traffico moderato, con picchi nelle ore di punta pendolari. L’utenza è composta principalmente da residenti delle frazioni di Bozzano e Piano del Quercione.
Vi fermano tutti i treni regionali Trenitalia della linea Lucca–Viareggio, svolti nell’ambito del contratto di servizio con la Regione Toscana.
Secondo stime aggiornate al 2023, la frequentazione giornaliera si attesta intorno a 400 passeggeri, pari a circa 146.000 unità annue.